# Подавление мятежа в Нахрине
Подавление мятежа в Нахрине — первый организованный бой советских войск в ходе Афганской войны. Заключался в подавлении мятежа 4-го артиллерийского полка 20-й пехотной дивизии правительственных войск Демократической Республики Афганистан, дислоцированного в городе Нахрин (36°03′50″ с. ш. 69°06′03″ в. д.) провинции Баглан, который перешёл на сторону противников действовавшего режима Бабрака Кармаля.

## Предшествовавшие события
После событий Апрельской революции 1978 года руководство СССР приняло решение по отправке военных советников из числа офицеров Советской армии для процесса военного строительства Вооружённых сил ДРА. Военные советники должны были помогать афганским военачальникам в вопросах организации и управления войск, а также в ведении боевой подготовки. С этой целью во многие соединения и воинские части правительственных войск прибыли советские офицеры с переводчиками, владеющими дари и пушту.
В северо-западных провинциях Баглан, Кундуз, Тахар и Бадахшан дислоцировались части 20-й пехотной дивизии, основу которого составляли один 10-й механизированный полк, три пехотных полка (24-й, 27-й и 31-й) и 4-я артиллерийская бригада. Ко вводу советских войск 4-я артиллерийская бригада была переформирована в 4-й артиллерийский полк. Штаб 20-й дивизии находился в городе Баглан одноимённой провинции. 4-й артиллерийский полк был дислоцирован в городе Нахрин той же провинции Баглан, в 50 километрах от штаба дивизии. В июне 1978 года в 20-ю пехотную дивизию прибыла группа советских военных советников под руководством подполковника Бершеда Алексея.
После ввода советских войск в Афганистан, который начался с 25 декабря 1979 года, военно-политическая ситуация в этом государстве не имела общей чёткой картины. Ввод войск не встретил никакого организованного сопротивления со стороны оппозиционных сил. Правительственные войска ДРА также не оказывали никакого сопротивления советским войскам. Из-за массового дезертирства из рядов правительственных войск их численность снизилась до половины предшествовавшей до ввода советских войск.
С 30 и 31 декабря 1979 года появились первые прецеденты нападения вооружённых формирований афганской оппозиции на подразделения советских войск, сопровождавшиеся жертвами с обеих сторон и потерями в военной технике. Командование 40-й общевойсковой армии не имело чётких инструкций о том что следовало делать в подобных ситуациях. Первоначальная задача соединениям и частям 40-й армии состояла только в том, чтобы обозначить присутствие советских войск в Афганистане, без указания конкретных боевых задач от руководства СССР. Советским войскам было запрещено вступать в боевые действия и покидать пункты дислокации.
Вечером 31 декабря 1979 года на связь с командованием 40-й Армии вышел военный советник из штаба 20-й пехотной дивизии в городе Баглан и доложил, что в городе Нахрин в 4-м артиллерийском полку вспыхнул мятеж. По его словам, связь с 4-м полком прекратилась в 13:30 по местному времени. Позже выяснилось, что в результате мятежа погибли два советских военных советника и один переводчик. По свидетельствам очевидцев, это произошло из-за освобождения из тюрем членов партии Парчам, которые стремились к расправе над членами правившей партии Хальк. Советник обратился с просьбой отправить на помощь в Нахрин советскую мотострелковую роту. Вечером того же дня руководитель группы советников 20-й пехотной дивизии подполковник Бершеда получил под своё командование разведывательную роту из состава 40-й армии и приказ выдвигаться в Нахрин с целью забрать тела погибших советников и переводчика.
Утром 2 января 1980 года, для предотвращения распространения мятежа на другие воинские части 20-й пехотной дивизии, в город Кундуз с группой военных советников прибыл генерал-майор Тутушкин Сергей, который занимал должность заместителя группы советских военных советников в Афганистане. Попытка части афганских офицеров 31-го пехотного полка, дислоцированного в окрестностях города Кундуз, поднять мятеж по примеру 4-го артиллерийского полка была своевременно подавлена. Но при этом два батальона 31-го полка успели перейти на сторону противника и покинуть расположение полка. В результате дезертирства и перехода на сторону противника в 31-м полку из 1 300 солдат осталось только 100, а из 130 офицеров только 60.
В складывающейся ситуации советские военные советники отказывались направляться в штаб 20-й пехотной дивизии в Баглане. Разведывательной роте под руководством подполковника Бершеды не удалось пробиться в Нахрин со стороны города Баглан, по причине того, что вооружённая оппозиция устроила завалы на горном перевале.
Утром 5 января состоялась встреча Министра обороны ДРА подполковника Мухамеда Рафи и руководителя Оперативной группы МО СССР в Афганистане маршала Сергея Соколова, на котором Рафи озвучил просьбу о привлечении советских войск для подавления мятежа в Нахрине.
Главный военный советник правительственных войск ДРА генерал-полковник Магометов Салтан высказался о более решительных действиях в отношении мятежного 4-го артиллерийского полка в Нахрине. По его указанию командование 40-й армии приступило к организации боевых действий по подавлению мятежа. Под командование подполковника Бершеды поручалось передать усиленный мотострелковый батальон, с котором предстояло из города Пули-Хумри пробиться до города Нахрин, захватить лидеров мятежа, забрать тела советников и восстановить порядок в штабе 20-й пехотной дивизии. Также подполковнику Бершеде дали указание привлечь к боевым действиям две пехотные роты, из числа подконтрольных командованию 20-й пехотной дивизии.
Тем временем вооружёнными отрядами оппозиции было совершено нападение на артиллерийский склад вооружения 20-й пехотной дивизии в Нахрине, в результате чего на грузовиках в горную местность были вывезены десятки единиц артиллерийских систем, сотни единиц стрелкового оружия и большое количество боеприпасов к миномётам, стрелковому оружию и артиллерийским орудиям. При этом части 20-й пехотной дивизии не препятствовали вывозу оружия и боеприпасов. Руководство военных советников обратилось с запросом в командный пункт 34-го смешанного авиационного корпуса, находившегося в городе Термез, с просьбой нанести воздушный удар по автоколонне с похищенным вооружением силами вертолётного звена — но получило на это отказ.
5 января 1980 ночью в городе Баглан было совершено нападение на резиденцию губернатора и на местную тюрьму. Нападение на тюрьму было отбито.
Положение в 20-й пехотной дивизии становилось критическим. На тот момент под контролем командования дивизии оставались:
- 5 пехотных рот — 320 человек;
- танковый батальон — в наличии 6 единиц исправных танков Т-34-85
- разведывательный батальон — 40 человек;
- зенитный артиллерийский дивизион — 129 человек;
- инженерно-сапёрный батальон — 20 человек;
- батальон связи — 48 человек;
- батарея 120 мм миномётов — 4 человека.

Итого под контролем командования дивизии было только 640 человек. Находившиеся в окрестностях Файзабада 24-й и 27-й пехотные полки вышли из под контроля. 31-й пехотный полк под Кундузом, в котором только подавили попытку мятежа, не был готов к ведению боевых действий.
По данным помощника руководителя Оперативной группы МО СССР Виктора Меримского, под контролем командования дивизии оставалась часть 10-го механизированного полка и 24-й пехотный полк. Но из-за удалённой дислокации 24-го полка в 200—250 километрах от штаба дивизии, он не мог быть привлечён для подавления мятежа в Нахрине.
Афганские пехотные подразделения, на которые рассчитывали советские военачальники, были небоеспособны. Вопрос привлечения советских войск для спасения советских советников означал отказ от принципа невмешательства в гражданскую войну в Афганистане под давлением обстоятельств.
6 января 1980 в штабе 40-й армии в Кабуле было принято решение на подавление мятежа 4-го артиллерийского полка в Нахрине силами подразделений 186-го мотострелкового полка, который на тот момент из числа советских частей, ближе всех находился к Нахрину (частично в городе Кундуз и частично в городе Баглан).
Руководить боевыми действиями был назначен заместитель командующего 40-й армией — начальник штаба армии генерал-майор Владимир Панкратов.

## Ход боя

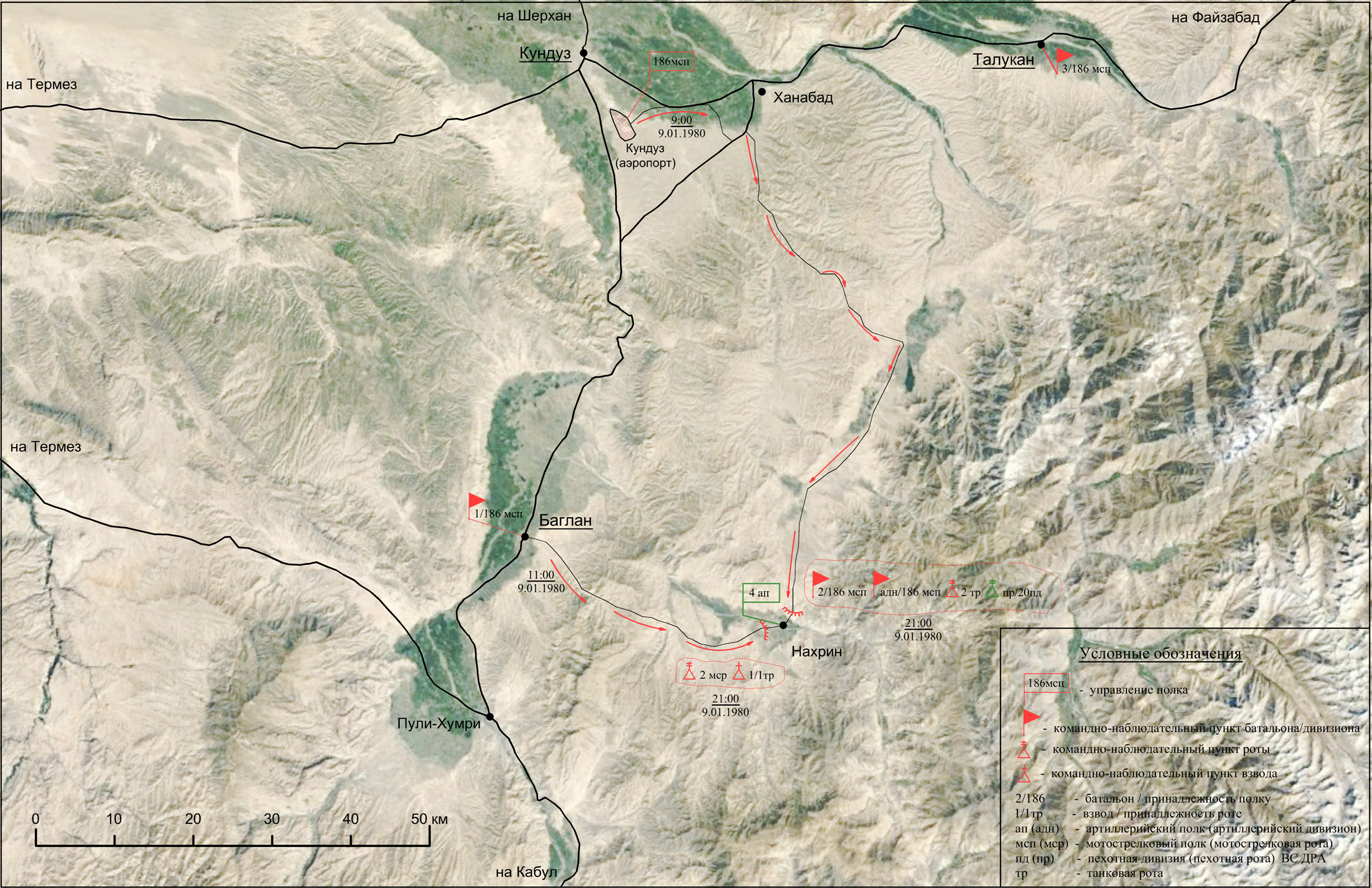
Схема выдвижения подразделений 186-го мотострелкового полка при подавлении мятежа в Нахрине 9-10 января 1980 года

Командованием 40-й армии для подавления мятежа от 186-го мотострелкового полка были выделены следующие подразделения, действовавшие с двух направлений:
- со стороны города Кундуз в южном направлении отправлялся 2-й мотострелковый батальон со следующим усилением:

- артиллерийский дивизион;
- танковая рота;
- пехотная рота 20-й пехотной дивизии.

- со стороны города Баглан в восточном направлении отправлялась 2-я рота 1-го мотострелкового батальона со следующим усилением:

- миномётная батарея;
- танковый взвод.

9 января 1980 года в 9:00 по местному времени усиленный 2-й мотострелковый батальон начал выдвижение по следующему маршруту: аэродром Кундуз → Ишакун → Ишкашим → Бурка → Нахрин.
Усиленная 2-я мотострелковая рота начала выдвижение на два часа позже в 11:00 по маршруту: Баглан → перевал Шехджамаль → Нахрин.
Пройдя 4 километра от исходного пункта, головная походная застава 2-го батальона была обстреляна группой всадников численностью 100 человек. Воздушное сопровождение из вертолётов рассеяло нападавшую группу.
В 10:30 головная походная застава 2-го батальона у южной окраины населённого пункта Ишакчи вступила в бой с группой мятежников численностью около 150 человек, располагавших 3 артиллерийскими орудиями. Под совместным огнём походной заставы, танкового взвода и вертолётов — мятежники понеся потери до 50 убитыми вынуждены были отступить в горы. Были уничтожены все 3 орудия мятежников.
К 11:30 2-я мотострелковая рота вышла к перевалу Шехджамаль, где приняла бой с группой мятежников соорудивших завал на дороге у которой были выставлены две горные пушки. В результате боя было убито до 15 мятежников и уничтожены оба орудия. 2-я рота расчистив завал продолжила дальнейшее продвижение.
К 15:00 головная походная застава 2-го батальона встретила на северной окраине населённого пункта Бурка группу всадников численностью до 50 человек. Совместно с приданой пехотной ротой 20-й пехотной дивизии, походная застава атаковала мятежников и к 16:00 продвинулась до южной окраины Бурка.
В 17:00 2-й батальон вышел на перевал Товамах, который расположен в 3 километрах севернее Нахрина, где приступил к расчистке обнаруженного на дороге завала. Дальнейшее продвижение батальона началось только после полной расчистки завала.
2-я мотострелковая рота к вечеру 9 января заняла позиции у населённого пункта Авсари западнее Нахрина.
К 21:00 к городу Нахрин с северной стороны подошёл 2-й мотострелковый батальон, а с западной стороны подошла 2-я мотострелковая рота, которые не встретив сопротивления приступили к блокированию военного городка 4-го артиллерийского полка. В течение ночи с 9 на 10 января оба подразделения находились в готовности на случай отражения организованного выступления мятежников 4-го артиллерийского полка.
С раннего утра 10 января артиллерийский дивизион 186-го полка уже был развёрнут в боевые порядки в готовности открыть огонь по военному городку 4-го артиллерийского полка.
В 10:00 начался штурм военного городка. Под прикрытием огня вертолётов мотострелки на БМП вошли в городок и продвинулись к казармам, где спешившись с машин разоружили мятежников.
В результате организованных поисков были обнаружены изувеченные тела военных советников и переводчика.
Погибшими были советник командира и начальника штаба полка подполковник Каламурзин Илья, советник заместителя командира полка по политической части майор Здоровенко Иван и переводчик Газиев Джума.

## Потери сторон
Потери сторон по личному составу и технике составили:
- 4-й артиллерийский полк:

- убитыми — до 100 человек;
- 7 уничтоженный орудий;
- 5 уничтоженных автомобилей.

- 186-й мотострелковый полк:

- убитыми — 2 человека (боец 2-го батальона и боец артиллерийского дивизиона);
- ранеными — 2 человека;
- 1 единица БМП-1 сорвалась в обрыв на перевале.

По причине того что 186-й мотострелковый полк был развёрнут в декабре 1979 года по штатам военного времени за счёт мобилизации жителей мужского пола города Алма-Ата, оба погибших солдата были жителями этого города, призванными из запаса.

## Значимость события
По существу данное событие является знаковым, так как с него начался отчёт вмешательства советских войск в ход гражданской войны в Афганистане.
До этого события советским войскам было запрещено вступать в боевые действия и покидать пункты дислокации.
Разведка США в отчёте за 11 января 1980 года также указала на это событие, как на первую подтверждённую операцию Советской армии против афганских мятежников.